# هوبي سان ليو
هوبي سان ليو (بالفرنسية: Huby-Saint-Leu)‏ هي بلدية تقع في إقليم باد كاليه من منطقة نور با دو كاليه في شمال فرنسا. تبلغ مساحة هذه المدينة 12.44 (كم²)، وترتفع عن سطح البحر 110 م، يبلغ عدد سكانها 969 نسمة حسب إحصاء المعهد الوطني للإحصاء والدراسات الاقتصادية سنة 2009 م. وترأس Serge Roussel البلدية خلال فترة (2008-2014).